# ザ・ビーチ・ボーイズ
ザ・ビーチ・ボーイズ（英語: The Beach Boys）は、アメリカ合衆国のロックバンド。1961年にカリフォルニア州ホーソーンで結成された。1962年から65年まではサーフィン・ホットロッドを中心としたレコードを発表していたが、66年の『ペット・サウンズ』から70年代初頭まではブライアン・ウィルソンが自己の内面と向き合った、アート志向のアルバムを発表した。

## 概要

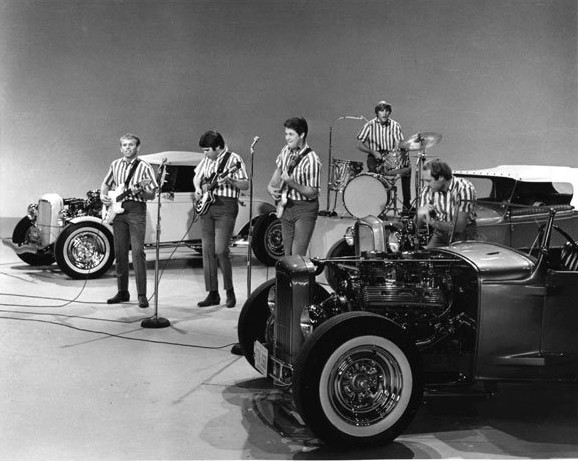
1964年のザ・ビーチ・ボーイズ

米国西海岸の若者文化、特にビキニの娘、サーフィン、ホットロッド（改造車）、海、夏などを題材にしたポップな楽曲で知られている。
1963年にチャック・ベリーの作品をアレンジした「サーフィン・U.S.A.」をヒットさせ、以後もフィル・スペクターやフォー・フレッシュメンからの影響をもとに、エレキ・サウンドとコーラス・ワークを融合した楽曲を数多く発表。60年代後半からの一時期には、音楽的リーダーであったブライアン・ウィルソンによる精緻で芸術志向の『ペット・サウンズ』のような作品も作り上げた。
音楽的なルーツは、ジャズ・コーラス、ロックンロールやホワイト・ドゥーワップにある。コーラスはフォー・フレッシュメンを参考にしている。また、「サーフィン・U.S.A.」において、チャック・ベリーの「スウィート・リトル・シックスティーン」の歌詞や編曲の改変などをめぐり、著作権やロイヤリティの争議も起こった。この曲のメロディーは「スウィート・リトル・シックスティーン」とほぼ同じであり、そのことはビーチ・ボーイズ側も認めている。この件は、ミュージカルの『ドリームガールズ』、およびそれをもとにした映画『ドリームガールズ』でも『白人に乗っ取られた楽曲』として象徴的に取り上げられている。
結成当時のオリジナルメンバー5名のうち、3名は故人となっているが、明確な解散宣言はしておらず、オリジナル・メンバーを含む数名がバンド名を引き継ぎ、公演を中心に活動を続けている。最盛期に多くのヒット曲を送り出した中心人物であるブライアンはソロ活動を行っている。メンバーの内、マイク・ラヴとブルース・ジョンストンは熱心な共和党支持者であり（人物と思想で詳述）、共和党大会に保守的なカントリー歌手らとともに出演した。
「ローリング・ストーンの選ぶ歴史上最も偉大な100組のアーティスト」において第12位。

## 音楽の特徴
バンド結成当時に流行していたサーフィン&ホットロッドと呼ばれる楽曲群は、単純なコード展開にギターソロを加えたインストゥルメンタルが中心だった。ここにロックンロールと異なる分野の音楽と思われていた、フォー・フレッシュメンなどを代表とするコーラスによるハーモニー、ファルセットを乗せたところにビーチボーイズの特徴があった。
初期の楽曲群はポップなロックンロールやポップスであり、当時の流行に沿ったものだった。しかし、ソングライターでもあるブライアン・ウィルソン自身がアルバムのプロデュースをおこなうようになって以降、一見シンプルに感じられる楽曲でも、実際には複雑なコードが使われ、アレンジにさまざまな工夫が施されるようになった。
例としてよく取り上げられるものに「カリフォルニア・ガールズ」のイントロ部分や、「神のみぞ知る」のベース音の処理、「グッド・ヴァイブレーション」におけるテルミンの導入、「キャロライン・ノー」の犬の鳴き声や、列車の踏み切り通過音などの効果音の使用がある。なお、ビーチ・ボーイズが利用していたテルミンは三次元の楽器ではなく、類似の音を出すElectro terminらしい。これらの特徴は、ウィルソンが敬愛したフィル・スペクターの影響も見られるものの、独自性も存在した。「ペット・サウンズ」以降のビーチ・ボーイズは、ビートルズの67年アルバムとともに、60年代の実験的なロックの発展にも寄与した。

## メンバー

### 現在のメンバー
現在ザ・ビーチ・ボーイズとして音楽活動を行っている正規メンバーは以下の2名。ツアー・メンバーを加えて現在も公演を行っている。
- マイク・ラヴ（1941年3月15日 - ） - ボーカル
- ブルース・ジョンストン（1942年6月27日 - ） - ボーカル、キーボード、ベース

#### 不参加メンバー
メンバーとしてクレジットされているものの、現在ビーチ・ボーイズとしての活動には参加しておらず、別バンドで活動している。
- アル・ジャーディン（1942年9月3日 - ） - ボーカル、ギター、ベース
- デヴィッド・マークス（英語版） （1948年8月22日 - ） - ギター

### 過去のメンバー
- ブライアン・ウィルソン（1942年6月20日 - 2025年6月11日[11]） - ボーカル、ベース、キーボード
- デニス・ウィルソン（1944年12月4日 - 1983年12月28日） - ボーカル、ドラムス、キーボード）1961–1983
- カール・ウィルソン（1946年12月21日 - 1998年2月6日） - ギター、ボーカル、キーボード、ベース 1961–1998
- ブロンディ・チャップリン（英語版） （1951年7月7日 - ）- ギター、ベース 1971–1973 ※1997年以降はザ・ローリング・ストーンズのサポート・メンバーとして、コーラス、パーカッション、アコースティック・ギターを担当
- リッキー・ファター（英語版）（1952年9月5日 - ） - ドラムス、キーボード 1971–1974 ※後にビートルズのパロディバンド「ラトルズ」にスティグ・オハラ（ジョージ・ハリスン）役で参加
- グレン・キャンベル （1936年4月22日 - 2017年8月8日[12]） - ギター、ベース 1964–1965 ※1964年末から1965年初頭にかけ、ツアーから離脱したブライアンの代わりに参加。元来ソロ歌手、スタジオ・ミュージシャンで、ビーチ・ボーイズのレコーディング・セッションに数多く参加してきた。臨時サポートメンバーであり正式加入ではない。

### ツアー・メンバー
1998年のビーチ・ボーイズ分裂前までに参加したメンバーのみを記す。1998年以後の参加は、マイク・ラヴとブルース・ジョンストンによるツアー・バンドに参加していたことを示す。
- エド・カーター（ギター、ベース） 1968–1995 ブルースの旧友。元ドラゴンズ
- ジェフリー・フォスケット（ファルセット、ギター） 1981–1990、2012、2014–2019 元プランクス、1999年から2013年までブライアン・ウィルソン・バンドのリーダーだった。
- エイドリアン・ベイカー（ファルセット、ギター、ベース） 1981、1990–1992、1998–2004 70年代にギデア・パーク名義で活動
- マット・ジャーディン（ファルセット、パーカッション） 1989–1998 アルの長男
- マイク・コワルスキ（ドラムス、パーカッション） 1968–2007 ブルースの旧友
- ボビー・フィゲロア（ドラムス、パーカッション） 1976–1987 元キング・ハーヴェスト
- ダリル・ドラゴン（キーボード） 1968–1972 元ドラゴンズ。後のキャプテン&テニール
- カーリ・ムニョース（パーカッション、キーボード） 1972–1979
- マイク・メロス（キーボード） 1979–2001
- ロン・アルトバック（キーボード） 1976–1978 元キング・ハーヴェスト
- ビリー・ヒンシ（キーボード） 1974–1995 元ディノ・デシ&ビリー。姉アニーはカールの最初の妻
- リッチー・カナタ（サックス、フルート、キーボード） 1990-1998 元ビリー・ジョエル・バンド
- チャールズ・ロイド（サックス、フルートなど） 1976–1978
- ジョン・ステイモス（ドラムス、パーカッション、ギター） 1988– アメリカの俳優。特にマイクと親交があり、ステイモスの主演ドラマ『You Again』（1986年）、『フルハウス』にはビーチ・ボーイズがゲスト出演。1988年以降、ビーチ・ボーイズ（1998年以降はマイク&ブルース）のツアーに時折参加するようになる。「ココモ」「ホット・ファン・イン・ザ・サマータイム」などのPVにも出演

など

## 来歴

### 結成
ブライアン、デニス、カールのウィルソン兄弟はサーフィンで知り合ったジョン・マース（後のザ・ウォーカー・ブラザースのジョン・ウォーカー）よりギターを習い、従兄弟のマイク・ラヴ、高校の友人アル・ジャーディンと共に1961年にグループを結成する。グループの前途に不安を感じ一時脱退したジャーディンの代わりにデヴィッド・マークスが1962年から1963年まで在籍した。
彼らは最初ペンデルトーンズ（ラヴが当時流行していたシャツから取った名）と名乗り、ウィルソン兄弟の父親マレー・ウィルソン（1917 - 1973）によってマネジメントされた。バンドはマレーの友人ハイト・モーガンが経営していた小レーベル、CANDIXと契約しデビューシングル『サーフィン』を発売したが、そのレコードには彼らの知らない「ザ・ビーチ・ボーイズ」という名前がクレジットされていた。デビューシングルは全米75位止まりだったものの、マレーは大手のキャピトル・レコードとの契約に成功する。

### キャピトル時代

#### ペット・サウンズ以前
キャピトル・レコードに移籍後の第一弾シングル「サーフィン・サファリ」は全米14位のヒットとなった。彼らの初期の曲のテーマはカリフォルニア州の青年の生活（例えば「オール・サマー・ロング」「ファン・ファン・ファン」）、自動車（「リトル・デュース・クーペ」）そしてサーフィン（「サーフィン」「サーフィン・サファリ」）から取られたものであった。これらは主にデニスの趣味であった。リーダーで、ヒット曲の多くを書いたブライアン・ウィルソンには、サーフィンの趣味はない。
1962年末にデビューアルバムとなる『サーフィン・サファリ』を発表してから1966年の『ペット・サウンズ』の前まで、彼らは3年間で10枚のアルバムを発表している。うち、ライブアルバムが1枚、企画アルバムが2枚で、オリジナルアルバムは7枚となるが、クリスマスアルバム用にもオリジナル曲を用意している。CDの普及により、アルバム1枚あたりの曲数が増えた現在と単純な比較はできない上、曲の重複もあるが、1年にオリジナルアルバムを2枚以上出していたことになる。また、2作目まではベテランのA&Rマンであったニック・ヴェネにプロデュースを任せたものの、1963年のオリジナルアルバム3作目『サーファー・ガール』からはブライアン本人がプロデュースまでつとめるようになった。このとき、ブライアンはまだ21歳であった。
その後、ブライアンは敬愛するフィル・スペクターのウォール・オブ・サウンドや、効果音を取り入れたアレンジを見事に消化し才能を開花させた。この時期に、演奏技術に優れたスタジオ・ミュージシャンをバックに初期のポップで商業主義的な『オール・サマー・ロング』『ザ・ビーチ・ボーイズ・トゥディ』『サマー・デイズ』が立て続けに発表される。しかし、順調に見えたビーチボーイズの前途にその後ずっと付きまとう影が現れる。
1964年末のツアーに向かう飛行機の中で、精神的重圧に耐えきれなくなったブライアンは公演を欠席する。そしてこれ以降ブライアンは公演活動から離れ、スタジオでの制作作業に専念することを宣言してしまう。このツアーではブライアンの代役をグレン・キャンベルが務めた。その後、この役目を担うためにブルース・ジョンストンが参加し、結局そのまま6人目のビーチボーイとして以降の音楽生活を送ることになった。

#### ペット・サウンズ以後
ブライアンはビートルズのアルバム『ラバー・ソウル』に衝撃を受け、対抗心を燃やした。そして、当時ポップ・ミュージックとしては珍しい完全なコンセプト・アルバムを作ることを考えた。これが『ペット・サウンズ』である。しかし、それまでの彼らの印象とはかけ離れていた作品であるため、契約していたキャピトル・レコードから敬遠され、保守的な米国のファンにもなかなか受け入れられなかった。
全米チャートでは10位にランクインし、早々に50万枚を売り上げたが、それまでの作品に比べて売上の伸びない状況に不満を感じたキャピトル・レコードは、ペット・サウンズの発売後すぐに、それまでのヒット曲を集めたアルバム『ベスト・オブ・ザ・ビーチボーイズ』を発表した。ベスト盤は瞬く間に100万枚を売上げ、結果的に『ペット・サウンズ』よりも成功してしまった。この事実にブライアンは酷く傷つき、以降蝕まれ続けることになる。
しかしイギリスでは米国の反応と異なり好評であった。アルバムは全英2位を記録し、シングルがヒットチャート上位に到達する結果となった。また、ビートルズのポール・マッカートニーや、ザ・フーのピート・タウンゼント、エリック・クラプトンが好きなアルバムとして挙げるなど、一部には理解者がいたが、このアルバムが再評価されるには長い時間が必要だった。
スタジオでの完全主義ゆえにブライアンは『ペット・サウンズ』以上の作品を作り出さなければならないという強迫観念に駆られ、ビートルズの『サージェント・ペパーズ・ロンリー・ハーツ・クラブ・バンド』の録音と期間が重複していた『スマイル』の制作中、遂にノイローゼを発症した。
一日中薬物と酒を飲んで暮らすようになったブライアンは、アルバム内の曲「エレメンツ」録音時にスタジオ内で消防士の格好をしたり、キャピトルの幹部夫人を悪魔と呼んで彼のスタジオから追い出すなど奇行を見せるようになった。また、スタジオでの効果音に凝り始めたブライアンと、グループの持ち味であるボーカル・ハーモニー路線を支持したマイクを始めとする他メンバーとの方向性に対する対立も深まった。モジュラー・レコーディングといういくつかの（実際には、中間部が異なる各曲数十テイクに及ぶ）テイクの断片を組み合わす方式は、編集段階でもさらに精神的混乱を巻き起こした。
『スマイル』はキャピトル・レコードの再三のリリース要求にもかかわらず結局完成せず、1967年5月にキャピトルはこのアルバム発売を中止した。キャピトルは、アルバムを発売するために、完成前からジャケットを印刷して催促を試みていたが、大半が破棄された。
『スマイル』用の曲のうちのいくつかは『スマイリー・スマイル』に収録されたが、そのバージョンは厳密には『スマイル』録音時のテイクではなく、ブライアンが作業から脱落した後に他のメンバーが手早く仕上げた断片や残骸とでもいうべきものであった。当然、40年後にアウトテイクも含んだ形で発表されたボックスセット『グッド・バイブレーションズ・ボックス』に収録された同名楽曲の完成度とは比べものにならない代物で、「英雄と悪漢」、「グッド・ヴァイブレーション」（1966年ビルボードシングルチャート全米No.1）といった傑作曲が収録されたものの、『スマイリー・スマイル』の評価は惨憺たるものであった。ブライアンが『スマイル』を放棄した後に、残りのメンバーが作り上げた『スマイリー・スマイル』が、彼らが嫌ったサイケデリック色の強いアルバムとなったのは皮肉な結果であった。
ブライアンの錯乱した精神状態や事実上の活動休止にもかかわらず、バンドはさらに活発に活動を続けた。『ワイルド・ハニー』『フレンズ』『20/20』までの作品をキャピトルで発表した。
ただし、ブライアン以外のメンバーも平穏な生活を送っていたわけではない。この時期デニスは、後に女優シャロン・テート惨殺事件を起こすチャールズ・マンソンと共同生活を送った上に、楽曲の共作まで行っている。これは事件後スキャンダルとなった。

### ブラザー・リプリーズ時代以後

レーガン大統領夫妻と（1983年6月）

1970年の『サンフラワー』でキャピトルを離れ、ワーナーブラザース傘下のリプリーズに移籍する。また、本格的に自分たちのレーベルであるブラザーレコード名義で作品を発表するようになる。続いて1971年の『サーフズ・アップ』がリリースされた。そのタイトル・トラック「サーフズ・アップ」は才能あるシンガー・ソング・ライターのヴァン・ダイク・パークスとの共作で、元々は『スマイル』に収録される曲であったが、ブライアンの思った通りのボーカルが録音できず、カールが代わってリードボーカルを務めた。このように『スマイル』が頓挫してから以後に発表されたほとんどのアルバムには、分散する形で『スマイル』収録予定曲の別バージョンが収録されている。
1970年代を通してブライアンの活動は低調で、1973年の『オランダ』も複雑な評価を得た。ブライアンは1976年にツアーに復帰したが、彼の精神疾患は1990年代まで不安定だった。ただし、ブライアン不在の中、他のメンバーは精力的にツアーを続け、ライブバンドとしての地位を確立していく。また、ブライアンの代わりにメンバーが作った楽曲の中には佳作もあり、ビーチ・ボーイズが決してブライアン一人の才能によって成り立っていたわけではないことを示す結果となった。
しかし、1983年12月28日、ウィルソン三兄弟の次男であるデニスが事故死する。泥酔状態でクルーザーから水中に飛び込み、溺死したのである。当時、それぞれがソロアルバムを出すなど、すでに分裂の危機にあった彼らは、デニスの死をきっかけとして一時的に以前の結束を取り戻すかのように見えた。
1985年7月13日に行なわれたライヴ・エイドに出演する。亡くなったデニス以外のメンバー5人（ブルース、カール、マイク、アル、ブライアン）がフィラデルフィア・JFKスタジアムに集結し、「カリフォルニア・ガールズ」「ヘルプ・ミー・ロンダ」「素敵じゃないか」「グッド・ヴァイブレーション」「サーフィンU.S.A.」を披露した。これにより残された5人での活動に大きな期待が寄せられたが、同年リリースされたアルバム『ザ・ビーチ・ボーイズ』以後、ブライアンはマイクとの共作をやめ、精神面での主治医ユージン・ランディの誘導により、ソロ活動に重きを置くようになっていった。

### 3分裂
1988年、亡くなったデニスをはじめとして、マイク、カールもソロアルバムを発表済みだったが、とうとうブライアンがソロアルバム『ブライアン・ウィルソン』を発表する。このアルバムは精神分析医ユージン・ランディの強い影響下で作られたものであった。ブライアンの才能が発揮された佳作で、一部で熱狂的に迎えられたものの、一般に大きな反響をもたらすものではなかった。皮肉なことに、同年ブライアン以外のメンバーがビーチ・ボーイズ名義で発表した映画『カクテル』の主題歌「ココモ」が22年ぶりの全米No.1を獲得する大ヒットとなる（ブライアンは録音に誘われていたが予定が合わずに不参加。その後、この曲のスペイン語バージョンの録音に参加した）。なおテレビドラマ『フルハウス』の中でブライアンは久々にメンバーと共演し「ココモ」を披露している（「ビーチ・ボーイズがやって来た!」の回）。また、この年グループは「ロックの殿堂」入りを果たす。なお、後に「ボーカルグループの殿堂」（1998年）入りも果たしている。
その後もメンバー同士で、さまざまな理由で互いに訴訟合戦を繰り広げながら、音楽上の交流は若干ながら続いていた。しかし、バンドとしてのビーチ・ボーイズにとって最大の悲劇が起こる。演奏面での実質的なリーダーだったカール・ウィルソンが肺癌で1998年2月6日に死去したのだ。これで、ブライアンを除くメンバー間に残っていた結束も失われてしまった。マイク・ラヴとブルース・ジョンストンは、ブライアンの承認を得て「ザ・ビーチ・ボーイズ」の名前を引き継ぎ、主にライヴを中心に精力的に活動するようになった。アル・ジャーディンは、ブライアンの娘たちや、自分の息子などとともに「アラン・ジャーディン・ファミリー&フレンズ」というバンドを結成し、他のメンバーとは離れていった。ユージン・ランディの影響から脱したブライアンのソロ活動も徐々に軌道に乗りはじめた。彼を尊敬するワンダーミンツやジェフリー・フォスケットなどのミュージシャンによるサポートを受けて、ビーチ・ボーイズ時代の作品や当時録音に失敗した多くの作品にふたたび命を与える公演を行う。そして2004年には37年越しに『スマイル』を発表した。
事実上3派に分裂し、別々に活動してきた1998年以降も、現存するビーチ・ボーイズの3人のオリジナル・メンバーは、今なおブラザー・レコードの共同経営者であることに変わりはなく、過去の音源や映像のリリースに関する発言権や決定権を有している。また、各メンバーのツアー開催地や開催日程が重複しないよう、各メンバーの代理人、時にはメンバー本人間の会議は続けられた。ブライアンやアルにとって、正式に脱退してしまうと、相対的にビーチ・ボーイズの名義を使用しているマイク・ラブの発言権が最も大きくなってしまうからである。

### 和解
2005年5月、故郷ホーソーンのウィルソン兄弟生家跡が、カリフォルニア州の史跡に制定され、その記念碑の除幕式に、ブライアン、アル、初期メンバーのデヴィッド・マークスが出席し、まずはブライアンとアルの和解が公に示された。
その後、メンバー本人間で数度会議を行ったことが伝えられるなど、ゆるやかな歩み寄りの動きがみられ、その成果の1つとして、2006年5月、ホールマーク社より期間限定で、1974年と1989年のライヴ・テイクに加え、ブライアン、アル、マイクがソロ曲を1曲ずつ持ち寄ったビーチ・ボーイズ名義のアルバム『ソングス・フロム・ヒア・アンド・バック』が発売された。
また2006年6月13日、キャピトル・レコード本社屋上で開催された、ベスト盤『サウンズ・オブ・サマー』(2003年発売)ダブル・プラチナム獲得記念セレモニーに、ブライアン、マイク、アル、ブルース、デヴィッドが出席し、2001年2月21日の第43回グラミー賞功労賞授賞式以来、5年ぶりに公衆の面前でオリジナル・メンバーが揃った。険悪な雰囲気であったグラミー賞当時とは打って変わって、プラチナ・ディスクを囲んで相互ににこやかに談笑する姿を見せた。
2006年11月1日、ロサンゼルスのUCLA・ロイス・ホールにて行われた、ブライアンの『ペット・サウンズ』発売40周年記念公演にアルが客演し、ブライアンがビーチ・ボーイズの公演に完全に参加しなくなった1996年9月以来、10年振りのステージ上での共演を果たした。アルのの客演は2007年1月まで続いたが、その後アルは自身のソロ・アルバム制作を理由に離脱した。以降、各メンバーは個々の活動を継続してきた。
ブライアンとアルは、2010年1月31日に行われた第52回グラミー賞授賞式に出席、さらに翌日の「ウィ・アー・ザ・ワールド」25周年リメイク版の録音に揃って参加した。
マイクは2009年9月、2011年2月に5人の現存メンバーによる再集結公演を、カリフォルニア州シミ・ヴァレーにあるロナルド・レーガン・ライブラリーにて行う計画があることを表明。同公演は2011年2月5日に同地にてほぼ予定通り行われたが、ブライアンとデヴィッドは不参加で、アルが単身マイク＆ブルースに13年ぶりに加わり、20分ほどの演奏を行うという形にとどまった 。
2011年に入り、再集結への動きは加速する。4月には東日本大震災へのチャリティ・シングルとして、「フレンズ（アカペラ・ヴァージョン）」と、アルのソロ・アルバム『ア・ポストカード・フロム・カリフォルニア』収録曲であるビーチ・ボーイズの未発表曲「ドント・ファイト・ザ・シー」をカップリングしたアナログ7インチシングルを自主制作にて発表。次いで11月には全メンバーの合意の下、1966～70年のビーチ・ボーイズの音源で構成された『スマイル・セッションズ』をキャピトル・レコードより公式発表、全米27位まで上昇した。
2012年2月12日には第54回グラミー賞授賞式にて5人の現存メンバーでは初の公式パフォーマンスを行い、「グッド・ヴァイブレーション」をマルーン5、フォスター・ザ・ピープルと共に演奏した。
2012年4月より9月まで、デビュー50周年リユニオン・ワールド・ツアーを開催。6月には新作アルバム『ゴッド・メイド・ザ・ラジオ〜神の創りしラジオ〜』を発売（全米最高3位）、8月には来日公演（千葉・名古屋・大阪）を行った。
同年10月以降はマイクとブルースが再びブライアンらと袂を分かち、前年までのバンドを率いてツアーを再開。一方ブライアンとアルは再集結の継続を希望したものの受け入れられなかった。その代わり、ブライアンのバンドにアルが息子のマット・ジャーディンと共に合流し二者でのアルバム製作や公演活動を行うようになったため、現状では二分裂の状態となっている。一方で2018年にロイヤル・フィルハーモニー管弦楽団とのコラボレーションアルバム発売を記念して開催されたトークイベントに5人が揃って出演したり、2021年にチャリティ企画で行われた「Add Some Music To Your Day」のリメイクにブライアン以外の4人（ブライアンはGreat Appearanceに妻でありマネージャーのメリンダ・ウィルソンと共に名を連ねている）とブライアンやデニス、カールを含めたメンバーの家族が参加するなど、以前より良好な関係が続いていることも示された。
2024年、オフィシャル・ドキュメンタリー『ビーチ・ボーイズ：ポップ・ミュージック・レボリューション（原題：The Beach Boys）が公開され、5人の現存メンバーが再び集結する様子が映し出されている。
2025年6月11日、ブライアンが82歳で死去。

## 人物と思想
メンバーの内、マイク・ラブとブルース・ジョンストンが、右寄りの思想の持主で共和党を熱心に支持している。共和党大会に出演して演奏したりするのは、それが理由である。右派で新自由主義者の、ロナルド・レーガンとの写真も残っている。なおマイク・ラブは、60年代にはビートルズのメンバーやドノヴァン、ミア・ファローらとインドを訪問した経験があり、環境保全を訴える曲も制作していたため、それ以後の思想的変化には驚かされる人もいるかもしれない。
一方ブライアン・ウィルソンとアル・ジャーディンは基本的には政治活動は積極的には行っていないが、マイク率いるビーチ・ボーイズがトロフィー・ハンティングを支持する団体のインターナショナル・コンヴェンションで開催されるコンサートでライヴを行うことについて非難し、ボイコットを求める署名活動に参加した。

## ディスコグラフィ
オリジナル・アルバム
- サーフィン・サファリ - Surfin' Safari (1962.10) (Capitol 1808)
- サーフィン・U.S.A. - Surfin' U.S.A. (1963.5) (Capitol 1890)
- サーファー・ガール - Surfer Girl (1963.9) (Capitol 1981)
- リトル・デュース・クーペ - Little Deuce Coupe (1963.10) (Capitol 1998)
- シャット・ダウン・ヴォリューム2 - Shut Down Volume 2 (1964.3) (Capitol 2027)
- オール・サマー・ロング - All Summer Long (1964.7) (Capitol 2110)
- ザ・ビーチ・ボーイズ・クリスマス・アルバム - The Beach Boys' Christmas Album (1964.10) (Capitol 2164)
- ザ・ビーチ・ボーイズ・トゥディ - The Beach Boys Today! (1965.3) (Capitol 2269)
- サマー・デイズ - Summer Days (And Summer Nights!!) (1965.7) (Capitol 2354)
- ビーチ・ボーイズ・パーティ - Beach Boys' Party! (1965.11) (Capitol 2398)
- ペット・サウンズ - Pet Sounds (1966.5) (Capitol 2458)
- スマイリー・スマイル - Smiley Smile (1967.9) (Brother 9001)
- ワイルド・ハニー - Wild Honey (1967.12) (Capitol 2859)
- フレンズ - Friends (1968.6) (Capitol 2895)
- 20/20 - 20/20 (1969.2) (Capitol 0133)
- サンフラワー - Sunflower (1970.8) (Brother-Reprise 6382)
- サーフズ・アップ - Surf's Up (1971.8) (Brother-Reprise 6453)
- カール・アンド・ザ・パッションズ - ソー・タフ - Carl and the Passions - "So Tough" (1972.5) (Brother-Reprise 2083)
- オランダ - Holland (1973.1) (Brother-Reprise 2118)
- 15・ビッグ・ワンズ - 15 Big Ones (1976.7) (Brother-Reprise 2251)
- ラヴ・ユー - Love You (1977.4) (Brother-Reprise 2258)
- M.I.U. アルバム - M.I.U. Album (1978.9) (Brother-Reprise 2268)
- L.A. (ライト・アルバム) - L.A.(Light Album) (1979.3) (Caribou 35752)
- キーピン・ザ・サマー・アライヴ - Keepin' The Summer Alive (1980.3) (Caribou 36293)
- ザ・ビーチ・ボーイズ '85 - The Beach Boys (1985.5) (Caribou 39946)
- スティル・クルージン - Still Cruisin'  (1989.3) (Capitol 92639)
- サマー・イン・パラダイス - Summer In Paradise (US/1992.8 UK/1993.7) (Brother Entertainment 727/US EMI 81036/UK)
- Stars and Stripes Vol. 1 (1996)
- スマイル・セッションズ - The SMiLE Sessions (2011)
- ゴッド・メイド・ザ・ラジオ〜神の創りしラジオ〜 - That's Why God Made The Radio (2012.6) (Capitol)